# Shahrzad Rafati
Shahrzad Rafati é a fundadora e CEO da Broadband TV Corp, uma empresa de mídia digital e tecnologia que opera a maior rede multi-plataforma do mundo. Reconhecida pela Fast Company como uma das 100 pessoas mais criativas no ramo de negócios, Shahrzad é conhecida como pioneira da tecnologia e no modelo de negócios que apoiam a paz entre grandes entidades de entretenimento, como por exemplo a NBA e seus fãs que estavam submetendo conteúdo premium a sites de vídeo como o YouTube.
Além de seu trabalho na Broadband TV, Shahrzad é fundadora da VISO Give, um canal online que permite que os espectadores doam para instituições de caridade, assistindo a vídeos do YouTube sobre eles. Ela também é co-fundadora da Chopra Yoga, em parceria com o Dr. Deepak Chopra.

## Início da vida
Rafati nasceu em 1980 em Teerã, Iran, e imigrou para Vancouver quando adolescente. Em 2005, se formou em ciência da computação na Universidade de Colúmbia Britânica. Rafati também estudou francês na Universidade Paris-Sorbonne.

## Carreira
Rafati fundou a BroadbandTV em 2005 e desde então, tem liderado a emissora. Ela dirigiu negócios como a TELUS, NBA, Warner Bros, Electronic Arts, Vuze e outras empresas de produção e distribuição de vídeos. Rafati também lidera as pesquisa de desenvolvimento da BroadbandTV, que prometem uma melhor conexão e monetização dos consumidores online e do conteúdo que eles buscam em várias plataformas.
Em 2012, Rafati abriu o Chopra Yoga Center, com Deepak Chopra em Vancouver. Rafati e Chopra foram palestrantes no Simpósio 2012 Sages & Scientists. Em 2012, a Broadband TV foi nomeada a empresa mais inovadora na província de British Columbia pela BC Business. A BroadbandTV também foi reconhecida em 2011 na lista anual da Ready to Rocket, conhecida por identificar empresas com excelentes conquistas em receita, rentabilidade e crescimento.